# День последний, день первый
«День последний, день первый» — советский фильм 1959 года снятый на киностудии «Грузия-фильм» режиссёром Семёном Долидзе.

## Сюжет
Действие фильма происходит в Тбилиси в течение одного дня. Для старого почтальона Георгия — это последний рабочий день. Завтра он уходит на пенсию — и поэтому герой спешит познакомить свою сменщицу Ламару с теми, кто каждый день ждёт его прихода. Богатый событиями последний рабочий день Георгия станет счастливым днем и для его корреспондентов, и для юной Ламары, сумевшей в первый рабочий день сделать людям добро.

Герои в течение дня разнося письма, газеты, журналы, видят много разных людей, узнают интересные и трогательные истории, участвуют в неожиданных событиях. Таким образом, фильм построен в виде ряда новелл, но все они рассказываются в течение одного дня.

## В ролях
- Серго Закариадзе — Георгий
- Белла Мирианашвили — Ламара
- Малхаз Горгиладзе — Важа
- Акакий Васадзе — Гиви Васильевич Кахидзе, профессор
- Динара Жоржолиани — Тамара, жена Левана
- Отар Коберидзе — Леван, муж Тамары
- Ладо Авалиани — Николай Алексеевич Гомелаури, художник
- Гиули Чохонелидзе — вор
- Григол Ткабладзе — Ираклий Давыдович, директор завода, хозяин квартиры
- Гиви Тохадзе — Георгий, сталевар
- Медея Чахава — жена Георгия
- Меги Цулукидзе — врач
- Рамаз Чхиквадзе — таксист
- Ипполит Хвичиа — работник почты
- Эммануил Апхаидзе — начальник почтового отделения
- Карло Саканделидзе — почтальон с телеграммами
- Дато Данелия — Дадиани, юный филателист
- Этери Жордания — Чито, соседка Тамары
- Александра Тоидзе — Марьяна Димитриевна, мать Важи

## Фестивали и награды
На III Всесоюзном кинофестивале оператору фильма Л. Пааташвили и актеру С. Закариадзе присуждены первые премии.